# Apiognomonia veneta
Apiognomonia veneta (Sacc. & Speg.) Höhn. – gatunek grzybów z klasy Sordariomycetes. Grzyb mikroskopijny, patogen rozwijający się na platanach i wywołujący u nich chorobę o nazwie antraknoza platana.

## Systematyka i nazewnictwo
Pozycja w klasyfikacji według Index Fungorum: Apiognomonia, Gnomoniaceae, Diaporthales, Diaporthomycetidae, Sordariomycetes, Pezizomycotina, Ascomycota, Fungi.
Po raz pierwszy takson ten zdiagnozowali w 1878 roku Pier Andrea Saccardo i C.L. Spegazzini nadając mu nazwę Laestadia veneta. Obecną, uznaną przez Index Fungorum nazwę nadał mu w 1920 roku Franz von Höhnel, przenosząc go do rodzaju Apiognomonia. 
Synonimy:

- Apiospora veneta (Sacc. & Speg.) Sacc. ex Kleb. 1902
- Apiosporopsis veneta (Sacc. & Speg.) Traverso 1913
- Cryptosporiopsis platanicola (Ellis & Everh.) G.F. Laundon
- Diaporthe veneta Sacc. & Speg. 1878
- Discella platani Peck 1878
- Discula nervisequa (Fuckel) M. Morelet 1973)
- Discula platani Sacc. 1884)
- Fusarium nervisequum Fuckel 1870
- Fusarium nervisequum Fuckel 1870 f. nervisequum
- Fusarium nervisequum f. platani (Lév.) Fuckel 187
- Fusarium platani Mont. 1849
- Gloeosporidina platani Butin & Kehr 1998
- Gloeosporidium platani (Lév.) Höhn. 1916
- Gloeosporium nervisequum (Fuckel) Sacc. 1884
- Gloeosporium nervisequum (Fuckel) Sacc. 1884 subsp. nervisequum
- Gloeosporium nervisequum (Fuckel) Sacc. 1884 var. nervisequum
- Gloeosporium platani (Mont.) Oudem. 1873
- Gnomonia platani Kleb., 1914
- Gnomonia veneta (Sacc. & Speg.) Kleb. 1905
- Guignardia veneta (Sacc. & Speg.) Traverso 1907
- Hymenula platani Lév. 1848
- Laestadia cylindrasca (Sacc. & Speg.) Sacc. 1882
- Laestadia veneta Sacc. & Speg. 1878
- Laestadia veneta Sacc. & Speg. 1878 subsp. veneta
- Laestadia veneta var. cylindrasca Sacc. & Speg. 1878
- Laestadia veneta Sacc. & Speg. 1878 var. veneta
- Myxosporina platani (Lév.) Höhn. 1920
- Myxosporium platanicola Ellis & Everh. 1894
- Placosphaeria platani (Bäumler) Limber, 1955
- Sporonema platani Bäumler 1888

Anamorfa: Gloeosporidina platani Butin & Kehr 1998.
W niektórych opracowaniach  Apiognomonia veneta traktowany był jako synonim  Apiognomonia errabunda. Po zbadaniu morfologii patogenów i sekwencji ich DNA stwierdzono, że są to odrębne gatunki.